# Riccardia pengagensis
Riccardia pengagensis là một loài rêu trong họ Aneuraceae. Loài này được Hewson mô tả khoa học đầu tiên năm 1970.